# Віві Лоран-Текхолм
Віві Лоран-Текхолм (швед. Vivi Laurent-Täckholm; 7 січня 1898 — 3 травня 1978) — шведська вчена-ботанік та дитяча письменниця, працювала у Єгипті.

## Біографія
Віві Лоран-Текхолм народилася 7 січня 1898 року у Дандериді. Вона вивчала ботаніку в Стокгольмському університеті та отримала ступінь бакалавра у 1921 році. У 1921-1923 роках вона подорожувала по США. У 1926 році вийшла заміж за професора ботаніки Гуннара Текхолма (1891-1933). Цього ж року вони переїхали до Єгипту та почали вивчати місцеву флору.
Під час Другої світової війни Віві Лоран-Текхолм працювала кореспондентом газети у Стокгольмі, але по закінченні війни повернулася до Єгипту.  У 1946 році вона стала професором Каїрського університету, у 1947 — Александрійського університету, та повернулася у Каїр у 1948 році. У 1952 році вона стала Почесним доктором філософії Стокгольмського університету.
Текхолм створила Ботанічний інститут у Каїрському університеті. Вона зібрала гербарій, який був найбільшим у Африці, він нараховував понад 100 000 рослин з цілого світу, зокрема з Єгипту, Лівану, Аравійського півострова та Судану. Завдяки її шведським контактам Сільськогосподарська Академія у Стокгольмі надіслала 700 кг книг для бібліотеки  Ботанічного інституту, а король Швеції Густав VI Адольф фінансував придбання іноземної літератури. Шведське агентство з питань міжнародної співпраці та розвитку (SIDA) подарувало колекцію мікрофільмів на понад півмільйона сторінок книг та зразків гербарію. Завдяки фундації Knut and Alice Wallenberg Foundation в університеті побудували лабораторію для аналізу пилку за допомогою електронного мікроскопу. Під час керування Текхолм Ботанічним інститутом у штаті було понад 20 професорів та навчалося більш як 2 000 студентів.
Віві Лоран-Текхолм померла 3 травня 1978 року під час свого візиту до Швеції та була похована в Уппсалі на Старому цвинтарі.

## Окремі наукові праці
- Vivis resa. 1923
- Vivis resa II. 1924
- Sagan om Snipp, Snapp, Snorum. 1926
- En skolflicka berättar. 1927
- Katt:. 1936
- Som husmor i Egypten. 1937
- Bättre än svarta börsen. 1946
- Hemmet blommar, en liten handbok i krukväxtodling. 1949
- Faraos blomster: en kulturhistorisk-botanisk skildring av livet i Gamla Egypten. 1951
- Våra hav: En bok för stora och små. 1978
- Öknen blommar. 1969
- Lillans resa till månen: En saga för stora och små. 1976
- Egypten i närbild. 1964
- Sagans minareter: En bok om islam. 1971
- Levande forntid: Strövtåg i Kairomuseet. 1967
- Egyptisk vardag. 1966
- Faraos barn: Kopterna i Egypten. 1965
- Students Flora of Egypt. 1974